# Julius von Maltzan

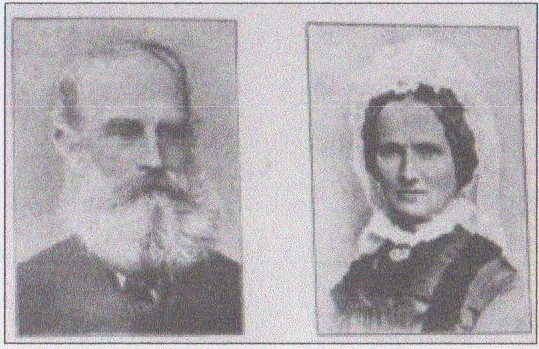
Ehepaar Maltzan-Bülow

Otto Julius von Maltzan, Freiherr zu Wartenberg und Penzlin (* 4. August 1812 in Brustorf; † 24. September 1896 in Doberan) war ein deutscher Gutsherr und Klosterhauptmann in Mecklenburg-Schwerin. Als Politiker und Publizist verfocht er die landständische Verfassung.

## Leben und Wirken
Julius von Maltzan (Nr. 731 der Geschlechtszählung) stammt aus dem alten und verzweigten mecklenburgischen Adelsgeschlecht von Maltzan. Er war der dritte Sohn des Landrats Friedrich (Nikolaus Rudolf) von Maltzan (# 654; 1783–1864) auf Rothenmoor aus dessen ersten Ehe mit Friederike Sophie Anna Elisabeth Hermine, geb. von Dewitz (1786–1833), der ältesten Tochter des mecklenburg-strelitzschen Geheimenrats- und Kammerpräsidenten Ulrich Otto III. von Dewitz auf Miltzow. Albrecht von Maltzan war sein Bruder, Hermann von Maltzan sein jüngster Halbbruder. Zur Zeit seiner Geburt war der Vater Gutsbesitzer auf Peckatel im ritterschaftlichen Amt Stavenhagen, wohnte aber auf dem Nebengut Brustorf.
Die erste Erziehung erhielt er im elterlichen Hause von verschiedenen Hauslehrern. Als dreijähriges Kind fiel er einmal aus einem ziemlich hochgelegenem Fenster in den Garten, ohne jedoch Schaden zu nehmen. Zu Ostern 1827 kam er auf das Gymnasium in Neustrelitz in die Pension des Professors Kämpffer, in der auch sein Bruder Adolf wohnte. Julius ging sehr mangelhaft vorbereitet auf die Schule und musste sich trotz angestrengten Fleißes durch die Klassen durchquälen. Ostern 1833 bestand er mit Mühe die Reifeprüfung und ging mit seinem Bruder Albrecht zur Universität nach Berlin, um dort auf Wunsch seines Vaters Rechtswissenschaft zu studieren. Er hätte lieber Kunstgeschichte studiert oder wäre Soldat geworden. Im Frühjahr 1834 ging er für ein Jahr nach Heidelberg, von wo aus er Reisen in die Schweiz und nach Oberitalien machte. In den nächsten beiden Jahren studierte er an der Georg-August-Universität Göttingen und der Universität Rostock Landwirtschaft und Rechtswissenschaft. Mit seinem Bruder Albrecht wurde er 1835 Mitglied des Corps Vandalia Göttingen. wurde Julius von Maltzan 1837 mit dem Gut Klein Luckow belehnt, das ihm der Vater gekauft hatte. Dadurch wurde er Mitglied der Ritterschaft und landtagsfähig. Er leitete selbst das Gut Klein Luckow von 1838 bis 1854 und nach seiner Zeit als Klosterhauptmann in Dobbertin weiter von 1866 bis zum Verkauf 1880.
Als streng kirchlich und konservativ gesinntes Mitglied der landwirtschaftlichen Ritterschaft nahm er starken Anteil an den Verhandlungen der mecklenburgischen Landtage, die er regelmäßig besuchte. Er galt als einer der stärksten Verfechter der traditionellen landständischen Verfassung Mecklenburgs gegen alle Reformen. Auf den Landtagen 1866 und 1867 war er Wortführer der ersten großen Auseinandersetzungen in der Ritterschaft und auf dem Landtag 1869 unterstützte er mit Arthur Graf von Bernstorff auf Wedendorf eine Eingabe Georg Adolph Demmlers auf Erlass eines liberalen mecklenburgischen Pressegesetzes.
In seinen Schriften stellt er die vereinten Landstände (nicht den Großherzog!) als die von Gott eingesetzte Obrigkeit dar. Er sah den Auftrag insbesondere der Ritterschaft darin, die ständische Basis als ein ihr von Gott anvertrautes sittliches Gut des ganzen Landes zu bewahren und gegen jeden Angriff zu vertheidigen. In seinem Hauptwerk Einige gute mecklenburgische Männer stellt er in 34 Lebensbildern von vorzugsweise adligen Mecklenburgern diese als Vorbilder dar. 1868 erfolgte seine Wahl zum Deputierten des Wendischen Kreises in den Engeren Ausschuss des Landtages und 1871 wurde er auf weitere drei Jahre wiedergewählt. Jahrzehntelang stand er führend im Mittelpunkt des ständischen Lebens und nahm auch regen Anteil an landeskirchlichen Konferenzen. Auch bei politischen Gegner genoss er höchste Achtung.
Am 4. August 1841 heiratete Julius in Neubrandenburg Freiin Anna von Bülow (* 29. Januar 1821), die jüngste Tochter des Freiherrn Friedrich Ernst von Bülow († 1834), Mitbesitzers von Abbensen und Besitzers von Göddenstedt. Sie führten eine glückliche Ehe und hatten sechs Kinder, drei Söhne und drei Töchter. Letztere sind: Elisabeth Magdalene, Anna Luise und Marie Auguste Ottilie. Elisabeth war Konventualin im Kloster Dobbertin, Anna Konventualin im Kloster Malchow. Söhne waren: Joachim Ludolf, Max Ferdinand und Otto Friedrich. Das Haus war nach dem Tode von Max 1897 im Mannesstamm erloschen.
Nach Rückgang der Landwirtschaft und mehreren Missernten verkaufte Maltzan am 26. Juni 1880 sein Gut für 825.000 Mark an Otto von Müller. Er verließ mit seiner Familie Klein Luckow und verbrachte den Sommer in einer kleinen Fischerwohnung in Alt-Gaarz. Danach wohnte die Familie in einer geräumigen Villa in Doberan, wo die Maltzans Knaben aus befreundeten Familien in ihrer Pension betreuten, die das neugegründete Friderico-Francisceum besuchten. Nach dem Tode seiner Frau gab er im November 1883 die Pension auf und wurde durch seine dritte Tochter Marie Auguste Ottilie betreut. Nach langem Leiden starb er am 24. September 1896 in Doberan und wurde als Senior seines Geschlechtes auf dem Friedhof in Kirch Grubenhagen neben seiner Frau begraben.

## Klosterhauptmann im Kloster Dobbertin

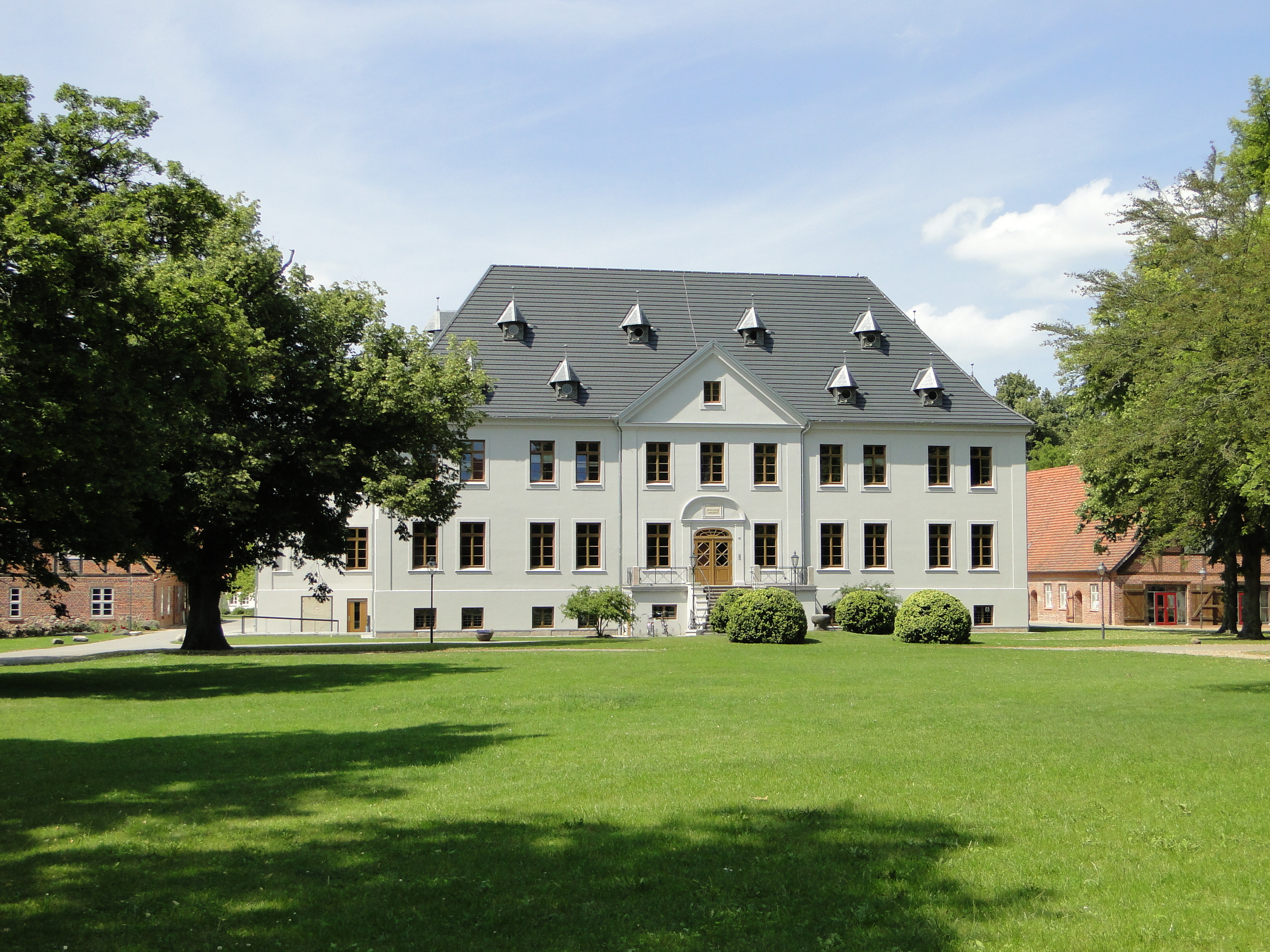
Amtshaus des Klosterhauptmanns (2011)

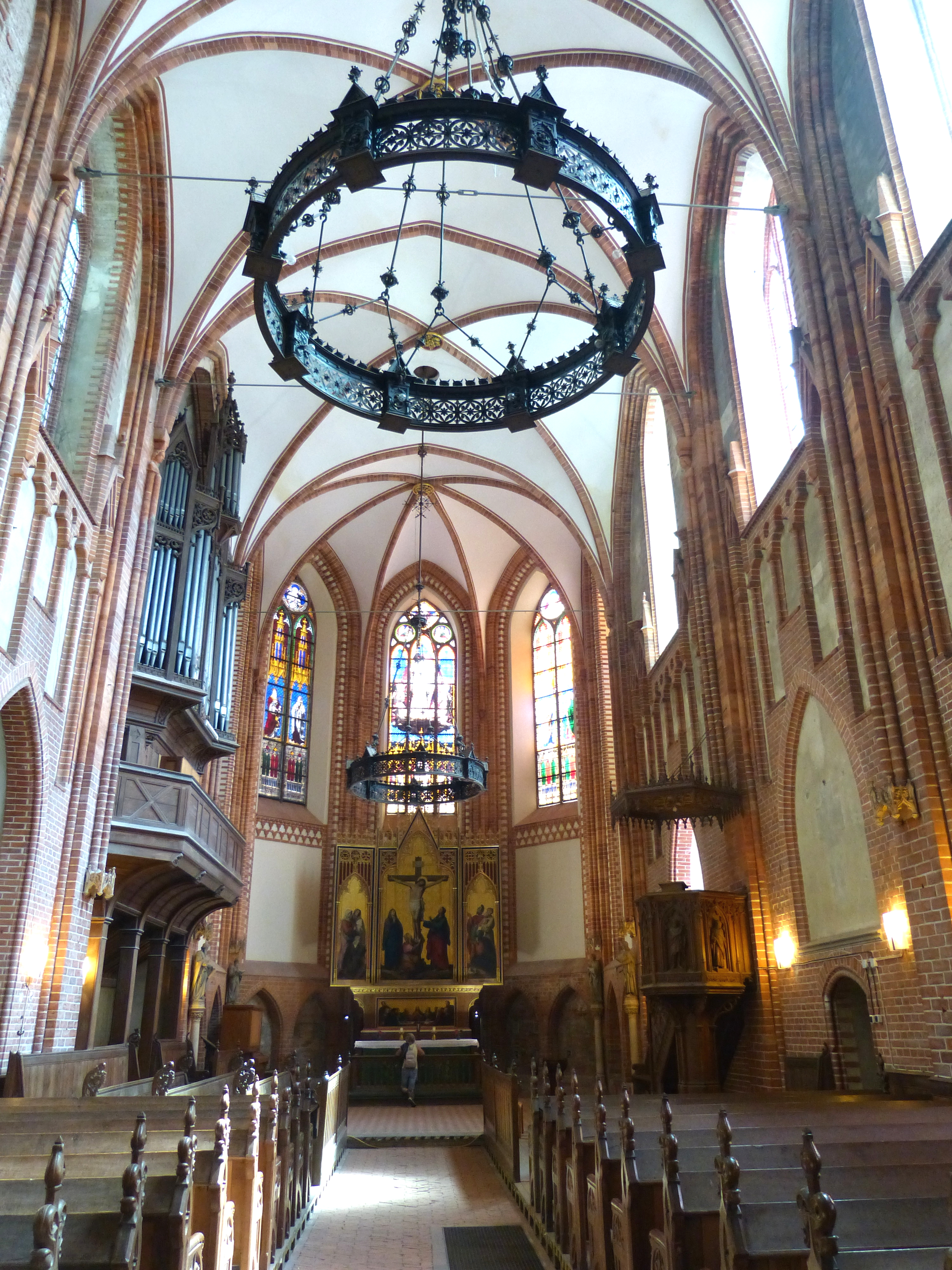
Klosterkirche, Blick zum Chor (2011)

Maltzan war von 1854 bis 1866 Klosterhauptmann des Klosters Dobbertin.
Er wurde auf dem Landtag in Sternberg am 16. November 1853 zum Klosterhauptmann gewählt. Gegen seine Wahl gab es auf dem Landtag eine starke Opposition, da er zu streng kirchlich gesinnt wäre. Nach der Annahme der Wahl schrieb Maltzan: „Der Herr gebe mir, daß ich wirklich in Seinem Namen mein Amt führe, ohne ihn bin ich ganz untüchtig dazu. Das weiß ich gewiß.“ Die feierliche Amtseinführung erfolgte in Dobbertin am 29. Juni 1854 durch die beiden Klosterprovisoren Vice-Landmarschall Johann Heinrich Carl von Behr und Landrat Hans Dietrich Wilhelm  von  Blücher im Beisein des scheidenden Klosterhauptmanns Johann Carl Peter Baron von le Fort mittels Eid und Handschlag. In den 12 Jahren seiner Amtszeit leitete er die große Klosterverwaltung mit Geschick und Erfolg. In seinem Siegelring stand: Für Wahrheit und Recht.

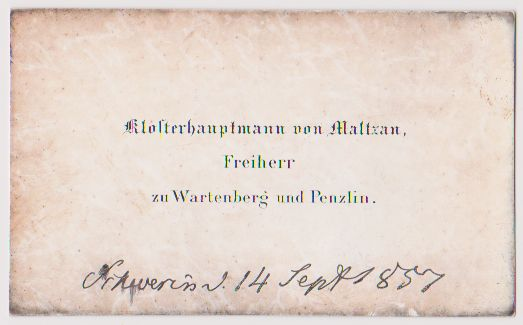
Visitenkarte

Es fehlte auch nicht an Anerkennung, besonders für seinen unermüdlichen persönlichen Einsatz bei der Organisation und Leitung der inneren Kirchenrestauration. Dazu gehörten auch die persönlichen Kontakte zu und mit den beteiligten Mecklenburgern Baumeistern und Künstlern, wie dem Hofbaurat Georg Adolph Demmler, dem Baurat Theodor Krüger, dem Privatbaumeister Heinrich Thormann, dem Geheimen Oberbaurat Georg Daniel, dem Hofmaler Gaston Lenthe, dem Historienmaler Prof. Gustav Stever, dem Glasmaler Ernst Gillmeister, dem Dobbertiner Bildhauer Gustav Willgohs, dem ebenfalls aus Dobbertin stammenden Amtsmaurermeister Johann Retzloff und dem Geheimen Archivrat Dr. Georg Christian Friedrich Lisch aus Schwerin. Die würdige Einweihung der vollständig restaurierten doppeltürmigen Klosterkirche erfolgte am 11. Oktober 1857.
Als sein Nachfolger im Amt, Drost Bogislaw Wilhelm Theodor von Liebherr schon nach zwei Jahren verstarb, lehnte er eine Wahl zur dritten Amtszeit ab.
Erwähnenswert auch seine jahrelangen Bemühungen zur Veröffentlichung von Urkunden aus dem Kloster Dobbertin nach Kontakten mit dem Geheimen Archivtrat Friedrich Lisch in Schwerin in den gedruckten Mecklenburgischen Urkundenbüchern.
Er gehörte zu den Förderern des von seinem Bruder Hermann gegründeten von Maltzan`schen Naturhistorischen Museums für Mecklenburg, dem heutigen Müritzeum in Waren (Müritz). Nach dem Tode seines Bruders Albrechts, eines der Mitgründer des Vereins der Freunde der Naturgeschichte in Mecklenburg, verwahrte er dessen naturkundlichen Nachlass und übergab ihn später an das Museum, ebenso wie eigene Sammelstücke und die seines Sohnes Max.
Heinrich Klenz fasst seine Schilderung Maltzans in der Allgemeinen Deutschen Biographie so zusammen: M. war ein mecklenburgischer Edelmann im besten Sinne des Wortes. Wegen seines durchaus lauteren Charakters genoß er auch bei seinen politischen Gegnern die höchste Achtung. Auf positiv christlichem Boden stehend, glaubte er an die Landstände als eine Obrigkeit von Gottes Gnaden, deren Rechte zu schützen er für seine Lebensaufgabe ansah, deren Pflichten er sich aber ebenso sehr bewußt war.

## Werke
- Die ständische Basis. Stiller’sche Hof und Universitätsbuchhandlung (Hermann Schmidt), Rostock 1874. (Digitalisat)
- Feudale Repliken. 1878.
- Einige gute mecklenburgische Männer. Hinstorff, Wismar 1882.
- Zur Beichtpraxis in Mecklenburg: von einem alten Lutheraner. 1888.
- Zur Erinnerung an den Vizelandmarschall von Dewitz auf Cölpin. Ludwigslust 1889.
- Erinnerungen und Gedanken eines Doberaner Badegastes. Rostock 1893. (Nachdruck: Hinstorff, Rostock 1997, ISBN 3-356-00725-4)
- Zur Erinnerung an den Landrat Josias von Plüskow auf Kowalz. Ludwigslust 1894.
- Alte Landtagserinnerungen. Ludwigslust 1896.

## Ungedruckte Quellen
Landeshauptarchiv Schwerin (LHAS)
- LHAS 3.2-3/1 Landeskloster/Klosteramt Dobbertin.
- LHAS 5.11-2 Landtagsversammlung, Landtagsverhandlungen, Landtagsprotokolle und Landtagsausschuß.
- LHAS 10.09-L/6 Personennachlass Lisch, Friedrich (1801–1883). Nr. 193 Restaurierung der Kirche in Dobbertin. 1854–1856. Nr. 640 Veröffentlichung von Urkunden aus dem Kloster Dobbertin. 1836, 1851. Nr. 890 Briefe von Otto Julius von Maltzan aus Dobbertin, Dobberan und Sternberg, 1851–1870.